# Lonicera subspicata
Espèce
Classification phylogénétique
Lonicera  subspicata, en anglais southern Honeysuckle est une espèce de chèvrefeuille, arbustes de la famille des caprifoliacées.

## Description
C'est un arbuste de deux mètres de haut environ.
Ses feuilles sont opposées, de forme ovale.
Les fleurs de couleur jaune présentent un long tube.

## Habitat
Lonicera subspicata est présent en Californie.
La variété Lonicera subspicata var subspicata est limitée à la région de Santa Barbara.

## Sources
- UDSA